# Marko Matvere

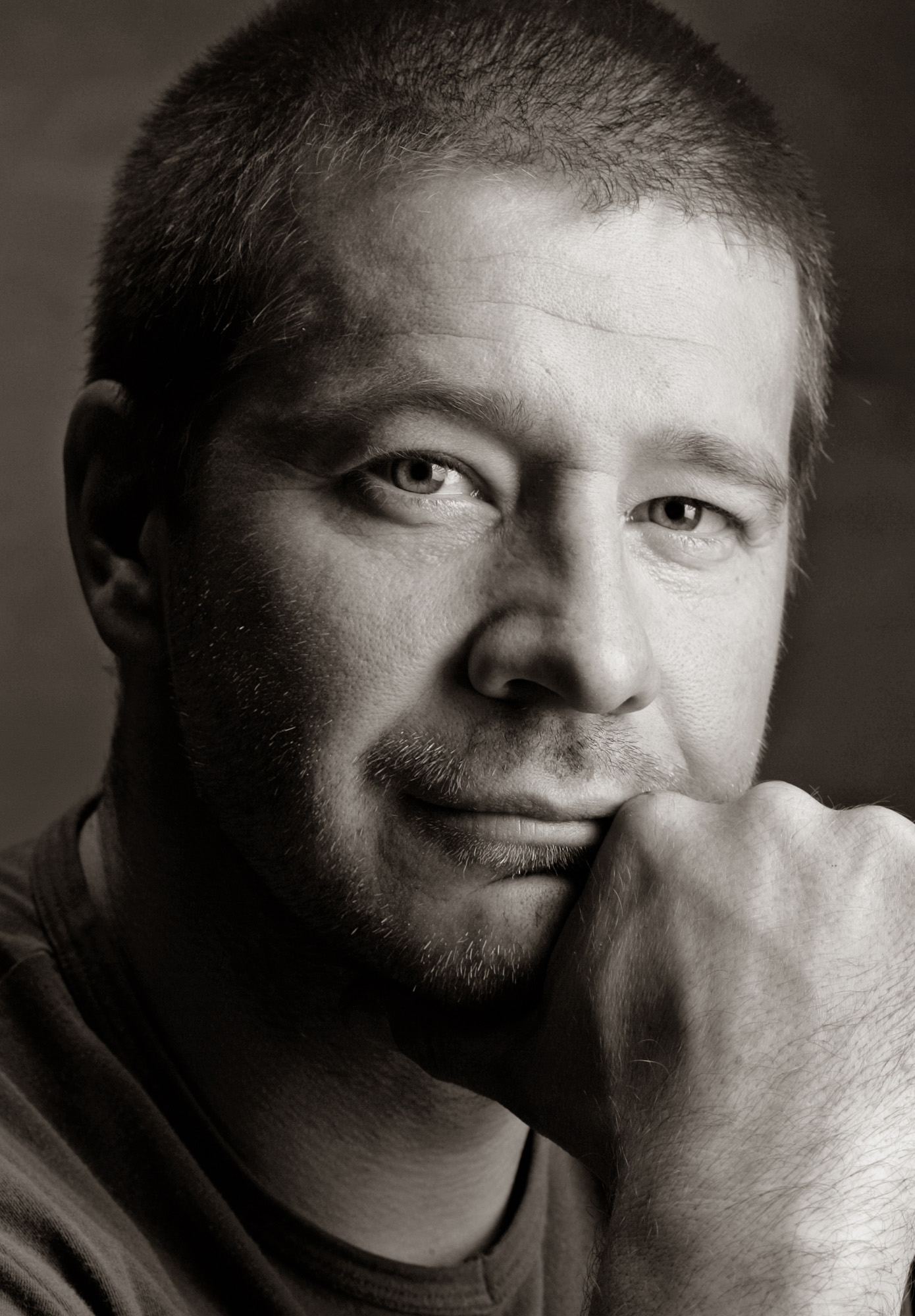
Marko Matvere (2006)

Marko Matvere (* 4. Februar 1968 in Pärnu) ist ein estnischer Schauspieler und Sänger.

## Leben und Werk

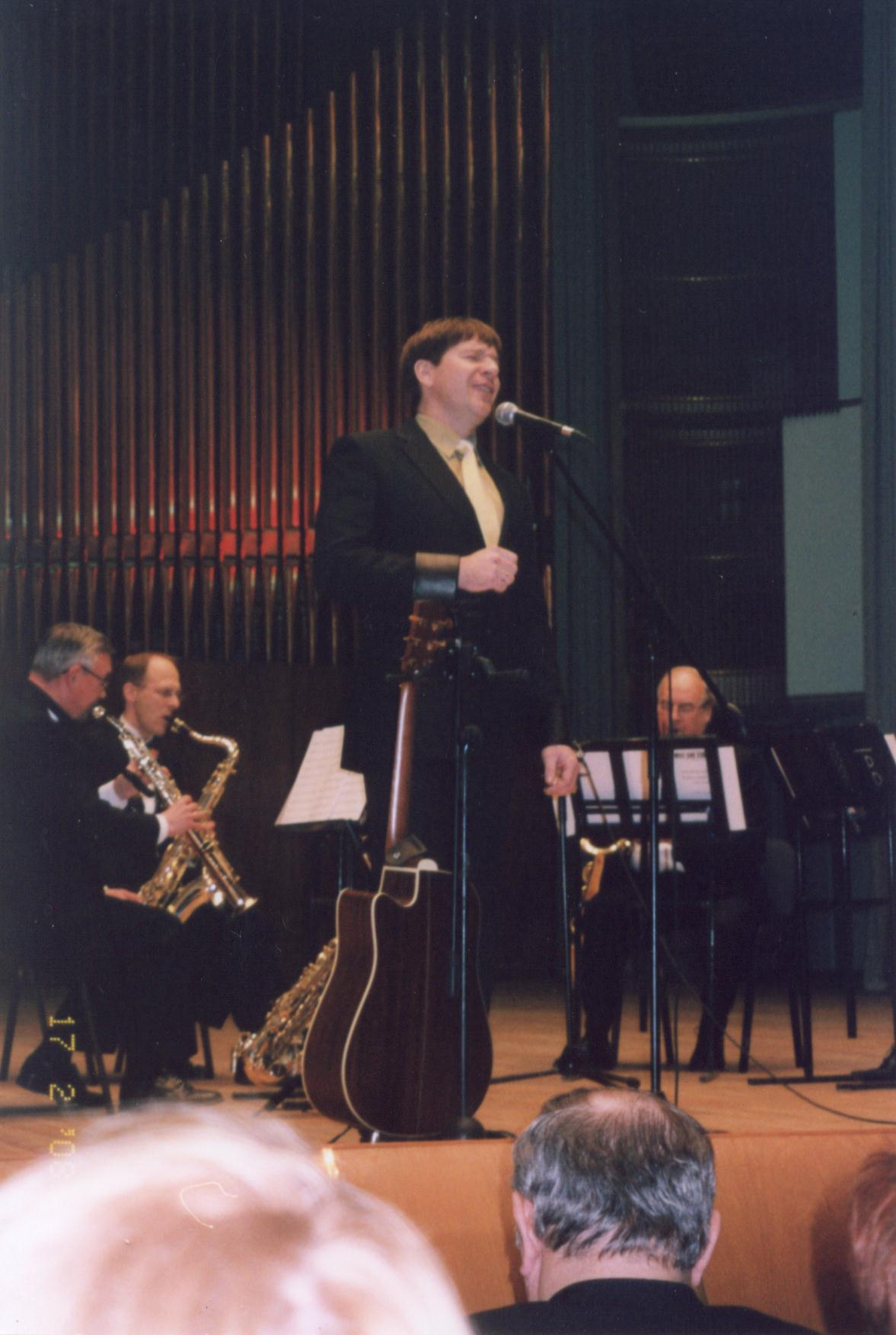
Marko Matvere (2008)

Marko Matvere schloss 1990 sein Studium am Tallinner Konservatorium (heute Estnische Musik- und Theaterakademie) ab. Er arbeitete anschließend am Ensemble des renommierten Tallinner Stadttheaters (Tallinna linnateater). Neben seiner Schauspieltätigkeit am Theater hat Matvere in zahlreichen estnischen Filmen und Fernsehserien mitgewirkt und singt in Musicals (unter anderem Les Misérables, Tanz der Vampire und Miss Saigon). Matvere inszenierte auch einige Musicals selbst (unter anderem Chicago) sowie die Oper Carmen im Theater Endla in Pärnu. Gemeinsam mit Jaan Tätte tritt er mit selbstgeschriebenen Stücken als Liedermacher auf.
2002 moderierte Matvere gemeinsam mit der estnischen Opernsängerin Annely Peebo den Eurovision Song Contest in Tallinn.
1992 erhielt Marko Matvere den ersten Preis in der Kategorie Junge Schauspieler beim Internationalen Theaterfestival in Toruń, 1996 den Preis der Estnischen Theatervereinigung sowie 1995, 1996, 1998 und 1999 den Preis des Stadttheaters Tallinn als bester Schauspieler. 1996 wurde ihm der Ants-Lauter-Preis verliehen. 2022 spielte er die fiktive Figur Spanheim in der estnischen Verfilmung Melchior, der Apotheker.